# Salsola titovii
Salsola titovii är en amarantväxtart som beskrevs av Viktor Petrovitj Botjantsev. Salsola titovii ingår i släktet sodaörter, och familjen amarantväxter. Inga underarter finns listade i Catalogue of Life.